# معركة سيق (1835)
جرت معركة سيق في 26 جوان 1835 في غابة مولاي إسماعيل قرب واد سيق ، ودارت بين القوات الفرنسية بقيادة الجنرال تريزل و مقاتلي المقاومة الجزائرية بقيادة الأمير عبد القادر ، دام القتال يومين (26 و27 جوان) وانتهى بفوز مقاتلي المقاومة الجزائرية.